# Victor Wanyama
Victor Mugubi Wanyama (wɑˈɲɑːmɑ; 25 de juny de 1991) és un futbolista professional kenyà que juga de centrecampista defensiu pel Dunfermline Athletic Football Club canadenc i per la selecció kenyana.